# Камерунско галаго
Камерунското галаго (Galago cameronensis) е вид бозайник от семейство Галагови (Galagidae).

## Разпространение
Видът е ендемичен в ограничена зона на Западна Африка.